# ليزل هوبر
ليزل هوبر (بالإنجليزية: Liezel Huber)‏ لاعبة كرة مضرب أمريكية مواليد 21 أغسطس 1976

## روابط خارجية
- ليزل هوبر على موقع رابطة محترفات التنس (الإنجليزية)
- ليزل هوبر على موقع الاتحاد الدولي لكرة المضرب (الإنجليزية)
- ليزل هوبر على موقع كأس بيلي جين كينغ (الإنجليزية)
- ليزل هوبر على موقع خلاصة التنس.كوم (الإنجليزية)
- ليزل هوبر على موقع إي إس بي إن.كوم (الإنجليزية)
- ليزل هوبر على موقع أوليمبيديا (الإنجليزية)